# Rafael Morgan Álvarez
Rafael Gilberto Morgan Álvarez (Comedero, Sinaloa, 22 de noviembre de 1945) es un político mexicano miembro del Partido Acción Nacional, que ha ocupado el cargo de Senador por Baja California de 2000 a 2006.
Miembro activo del PAN desde 1972. Ha sido dos veces diputado federal a la LI Legislatura de 1979 a 1982 y a la LV Legislatura de 1991 a 1994, de 2000 a 2006 es Senador de la República, además se ha desempeñado como Secretario Particular de los Gobernadores de Baja California Héctor Terán Terán, Alejandro González Alcocer y Francisco Vega de Lamadrid.
- Datos: Q6097712